# Sonates pour piano de Scriabine
 (mai 2009).
Si vous disposez d'ouvrages ou d'articles de référence ou si vous connaissez des sites web de qualité traitant du thème abordé ici, merci de compléter l'article en donnant les références utiles à sa vérifiabilité et en les liant à la section « Notes et références ».
Alexandre Scriabine a composé 12 sonates pour piano, dont deux ont été éditées à titre posthume.
Alexandre Scriabine et Serge Prokofiev ont su redonner une nouvelle existence à la sonate pour piano au XXe siècle. Alors que Prokofiev a conservé la forme traditionnelle de la sonate, Scriabine s'est donné plus de liberté sur la forme, donnant à ses œuvres un aspect poétique.
D'une forme à peu près classique pour les premières, elles vont se resserrer progressivement, les six dernières ne comportant qu'un seul mouvement. Fréquentant les milieux théosophiques, et passionné de philosophie, Scriabine développe, à partir de 1907 (5e sonate), un langage harmonique où se mêlent mysticisme, extase, rêves et couleurs. Si la tonalité reste présente dans la 5e sonate, elle ne fait que de lointaines apparitions à partir de la 6e sonate.

## Sonate-Fantaisie en sol dièse mineur (posthume)
Composée en août 1886, elle est publiée en 1940.
Première sonate d'Alexandre Scriabine, écrite en un seul mouvement, elle est dédiée à Natalya Sekerina, son amour de jeunesse.

## Sonate en mi bémol mineur (posthume)
Composée entre 1887 et 1889, cette sonate est une œuvre ambitieuse et longue, son deuxième mouvement est resté inachevé, la page du manuscrit ayant été déchirée, laissant l'interprète libre de ses choix dans une conclusion du deuxième mouvement menant habilement au troisième.
- Allegro appassionato
- Andantino
- Presto

## Sonateno1en fa mineur op. 6
Première sonate publiée durant sa vie, elle est écrite entre 1891 et 1892 en quatre mouvements. Son exécution dure un peu moins de vingt minutes. Sa construction est cyclique, le thème étant exposé de multiples façons. Il s'agit d'une œuvre brillante, héroïque, fortement marquée par l'influence de Frédéric Chopin.
- Allegro con fuoco
- Andante
- Presto
- Funèbre

## Sonateno2en sol dièse mineur op. 19
Surnommée « sonate-fantaisie », elle est écrite en 1897 en deux mouvements sans interruption. Son exécution dure un peu plus de dix minutes. D'inspiration maritime selon certains, son premier mouvement peut évoquer le mouvement de la mer, le second inspirant la tempête.
- Andante
- Finale : presto

## Sonateno3op.23 en fa dièse mineur «États d'Âme»
Écrite entre 1897 et 1898, elle comporte quatre mouvements. Son exécution dure un peu plus de vingt minutes. L'évolution du style de Scriabine, se sentant déjà messianique, est perceptible dans cette sonate aux rythmes tendus, contrastés par des passages lyriques. L'œuvre marque la fin de la période romantique du compositeur.
- Drammatico
- Allegretto
- Andante
- Presto con fuoco

## Sonateno4en fa dièse majeur op. 30
Écrite en 1903, en deux mouvements, cette sonate marque la période transitoire de Scriabine, déjà très impliqué dans la philosophie. Son exécution dure à peu près sept minutes. Scriabine décrivait cette œuvre par : "Le vol de l'homme vers l'étoile, symbole du bonheur". Il s'agit d'une composition heureuse, sans tourments ni dépression.
- Andante
- Prestissimo volando

## Sonateno5en fa dièse majeur op. 53
Composée peu après son poème de l'extase en 1907, elle comporte un seul mouvement. Son exécution dure à peu près dix minutes. Scriabine rompt définitivement avec la forme classique de la sonate, et se trouve aux frontières de l'atonalisme, mettant en avant les harmonies, les couleurs et le rythme. Les glissements chromatiques, les envols, la frénésie sont très caractéristiques de Scriabine.

## Sonateno6op. 62
Écrite entre 1911 et 1912, elle comporte un seul mouvement et symbolise le monde du rêve. Son exécution dure un peu moins de dix minutes. On y trouve une succession d'images féériques, d'épouvante, de joie triomphante, et d'effondrement subit. La tonalité s'efface, le langage harmonique est nouveau fondé sur des accords de septième et de neuvième, auxquels se rajoutent des quartes augmentées, amplifiant la dissonance.

## Sonateno7«Messe blanche» op. 64
Elle est surnommée « messe blanche » et restera l'une des préférées d'Alexandre Scriabine. Écrite entre 1911 et 1912 en un seul mouvement. Son exécution dure un peu moins de dix minutes. Elle est porteuse de joie et approche le mysticisme tant recherché par Scriabine. Par sa structure, elle s'élance des ténèbres mystérieuses vers les hauteurs claires et les harmonies de plus en plus dissonantes.

## Sonateno8op. 66
Commencée en 1912, elle fut achevée en été 1913 en même temps que les deux dernières sonates. En un seul mouvement, son exécution dure à peu près dix minutes. Cette sonate se rapproche fortement de la 5e sonate et recoupe des idées appartenant aux 6e et 7e sonate, dans un langage un peu plus épuré.

## Sonateno9«Messe noire» op. 68
Achevée en été 1913 avec les sonates no 8 et no 10, elle est surnommée « messe noire ». Elle comporte un seul mouvement et son exécution dure un peu moins de dix minutes. Elle représente un véritable cauchemar, dans lequel un motif satanique inonde l'ambiance musicale.
- Moderato quasi andante - Molto meno vivo - Allegro molto - Alla marcia - Allegro - Presto

## Sonateno10op. 70
Achevée durant l'été 1913, elle comporte un seul mouvement. Son exécution dure à peu près dix minutes. Par opposition au caractère démoniaque de la précédente sonate, celle-ci, d'une clarté presque aveuglante, est un hommage à la nature : « Les insectes sont nés du soleil qui les nourrit. Ils sont les baisers du soleil, comme ma 10e sonate qui est une sonate d'insectes. Le monde nous apparaît comme une entité quand nous considérons les choses de cette façon » (Alexandre Scriabine).

## Discographie
Plusieurs interprètes ont enregistré l'intégrale des sonates pour piano de Scriabine (avec ou sans les deux sonates posthumes), dont Ashkenazy, Ruth Laredo, Roberto Szidon, Marc-André Hamelin, Michael Ponti (qui a enregistré l'intégrale de l'œuvre pour piano), Maria Lettberg (intégrale de l'œuvre pour piano de même), Håkon Austbø, John Ogdon, Igor Joukov...